# Río Fucha
Le río Fucha, également appelé río San Cristóbal, est une rivière qui traverse Bogota en Colombie.
Il prend sa source sur le páramo de Cruz Verde et poursuit son cours dans la savane de Bogota.